# André Fossion
 (décembre 2023).
 (décembre 2021).
André Fossion est un auteur catholique belge, spécialiste de la théologie pratique, particulièrement dans les domaines de la catéchèse, de l'enseignement religieux scolaire et de l'évangélisation en contexte sécularisé. Prêtre jésuite, professeur émérite du Centre international de catéchèse et de pastorale Lumen Vitae qu'il a dirigé de 1992 à 2002, il a été président de l’Équipe européenne de catéchèse de 1998 à 2006.
Selon le livre d'hommage qui lui a été offert en 2016, il a travaillé cinq grandes problématiques : "Lire la Parole de Dieu aujourd'hui, développer une théologie de la catéchèse raisonnée et libre; parler de Dieu en termes de désirabilité; engager le christianisme à servir la quête d'humanisation et de croissance d'une société pluraliste, faire valoir le charisme ignatien et la pédagogie jésuite".

## Biographie
André Fossion est né le 5 janvier 1944 à Leuze-Longchamps (Namur, Belgique). Entré dans la Compagnie de Jésus en 1962, Il a obtenu la licence en philologie romane à l'université catholique de Louvain en 1969. Après un premier cycle de théologie à l'Institut d'études théologiques (IET, Bruxelles), il a été ordonné prêtre en 1976. Il a poursuivi un deuxième cycle de théologie à l'Institut catholique de Paris. Il a commencé son enseignement en 1978 au Centre international de catéchèse et de pastorale Lumen Vitae comme directeur des études à l'École supérieure de catéchèse. Après l'obtention en 1989 d'un doctorat de théologie à l'Institut catholique de Paris, il a été directeur du Centre international Lumen Vitae de 1992 à 2002. Il a été président de l'Équipe européenne de catéchèse de 1998 à 2006. Il est membre de la Société internationale de théologie pratique. Il a assuré un cours de sciences religieuses à l'Université de Namur jusqu'en 2013. Emérite depuis 2009, il demeure responsable du site de documentation et de formation à distance Lumen online qu'il a inauguré en 2004.

### Engagement et œuvres
Le trait essentiel de l’œuvre d’André Fossion est d’allier les sciences contemporaines du langage avec une théologie fondamentale de la communication dans le but d’inspirer de nouvelles pratiques pédagogiques, catéchétiques et pastorales. Jean-Paul Laurent écrit : "André Fossion déploie toute la force de la communication tant au sein de notre vie humaine concrète qu'au cœur de la théologie chrétienne. La "théologie pour la catéchèse" qu'il construit consiste à présenter "le christianisme conformément à la tradition comme une grâce pour la communication". Il ajoute : "L'ensemble des affirmations de la foi sont la révélation du mystère de la communication" et il indique que "le fait même de la communication peut poser la question de Dieu et solliciter la démarche de foi".
Comme licencié en philologie romane, André Fossion s’est d’abord engagé, durant les années 1970, dans la formation des professeurs de français dans les matières nouvelles que représentaient à l’époque la grammaire générative et l’analyse structurale des textes. Il a dirigé avec Jean-Paul Laurent des collections de manuels pour les élèves et d’ouvrages de formation pour les professeurs de français.
Ses compétences de lecture de textes, il les a particulièrement exercées sur les textes bibliques dès les années 1980 jusqu’à ses ouvrages récents qui cherchent dans les Évangiles, de manière méthodique et inventive, du sens inédit, dans une visée catéchétique et pastorale, pour aider à vivre. Dans Lire les écritures. Théorie et pratique de la lecture structurale, il montre notamment « l'évolution de la lecture dans la culture contemporaine » et s'attache à mettre en évidence « le tissu des relations dans le texte ».
Il a entrepris une théorisation de la catéchèse  en ses divers courants, notamment le courant doctrinal s'appuyant sur le catéchisme, le courant kérygmatique, le courant catéchuménal, le courant anthropologique et le courant historico-prophétique. Sa thèse de doctorat qui envisage la catéchèse dans le champ de la communication, a contribué à l’émergence de la « catéchétique » en tant que discipline au sein de la théologie pratique.
Son expertise et ses recherches théoriques l’ont conduit à diriger et à rédiger avec des équipes d’auteurs deux collections de manuels pour l’enseignement religieux scolaire aux cycles secondaire et primaire. Engagé dans une réflexion fondamentale sur la mission de l’école, notamment catholique, il s’est employé à faire valoir la pertinence de l’enseignement religieux confessionnel dans un contexte pluraliste et sécularisé, en plaidant pour un dialogue interconvictionnel.

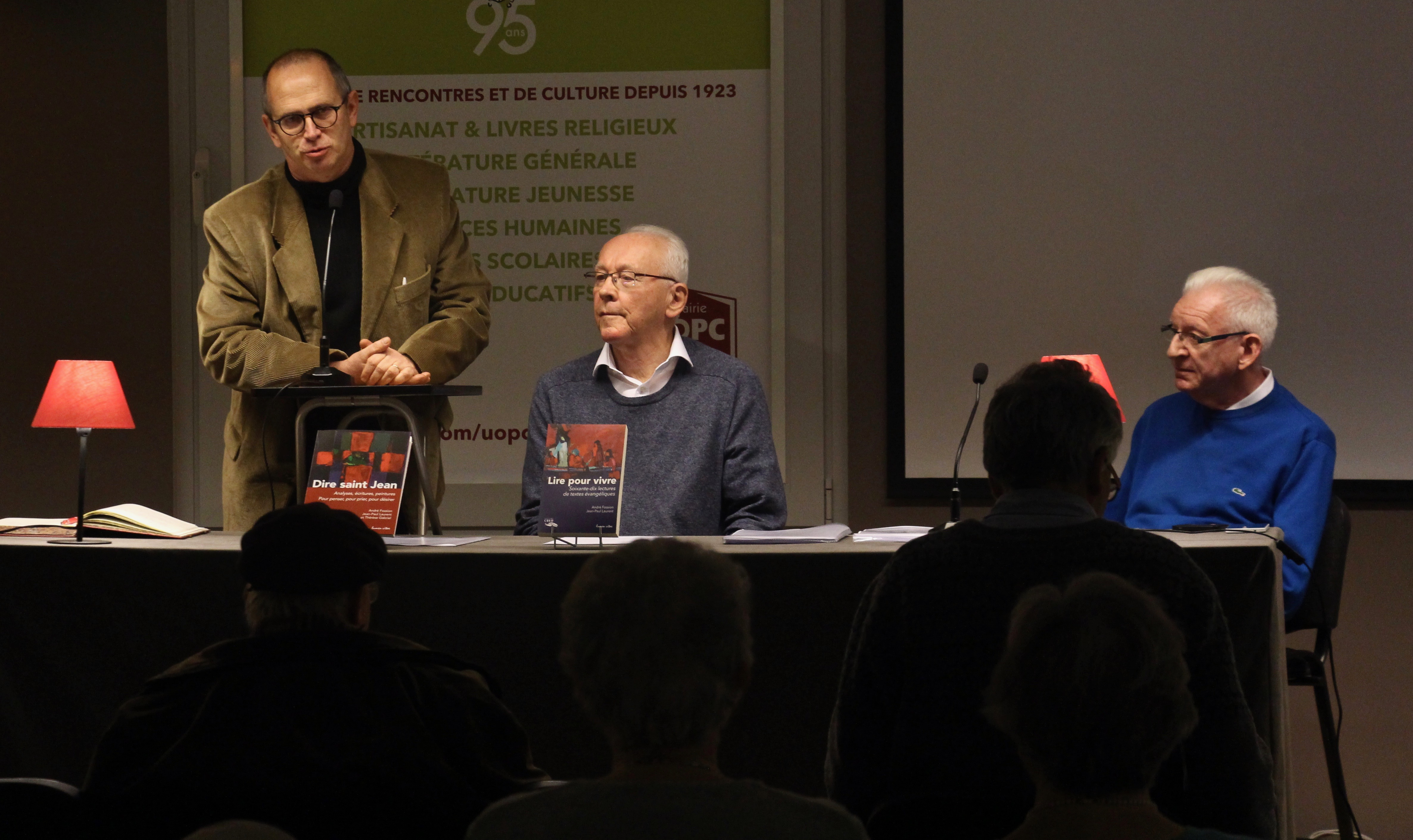
Henri Derroitte, professeur à l'Université catholique de Louvain, accueille André Fossion et Jean-Paul Laurent lors de la présentation de leur ouvrage Dire saint Jean à la librairie UOPC, le 23 novembre 2018, à Bruxelles.

Les publications d’André Fossion couplées à de nombreuses sessions de formation en Europe et au-delà ont permis d’explorer des perspectives novatrices en matières d’évangélisation, de transmission de la foi et d’initiation à la vie chrétienne. L'expertise de l'auteur lui a valu d'être invité à prendre la parole au Vatican lors d'une rencontre organisée, du 16 au 18 septembre 2021, par le Conseil Pontifical pour la Promotion de la Nouvelle Evangélisation, à l'intention des responsables de la catéchèse dans les diverses conférences épiscopales européennes, sur la fonction évangélisatrice de la catéchèse en Europe.
Comme l'a noté Enzo Biemmi, « L'adoption d'une problématique de la communication, fondamentalement inspirée par la confession trinitaire, lui permet de lier harmonieusement les sciences humaines, les théories du texte et les pratiques de lecture, de la Bible notamment, la réflexion théologique et ecclésiologique et la catéchétique comme science de la foi en acte de communication. Cette problématique communicationnelle lui permet un dialogue positif et critique avec la culture actuelle. En retour, celle-ci lui a ouvert la possibilité de relire à nouveaux frais le message chrétien et de proposer avec finesse des pratiques pastorales rénovées ».

### Hommage rendu

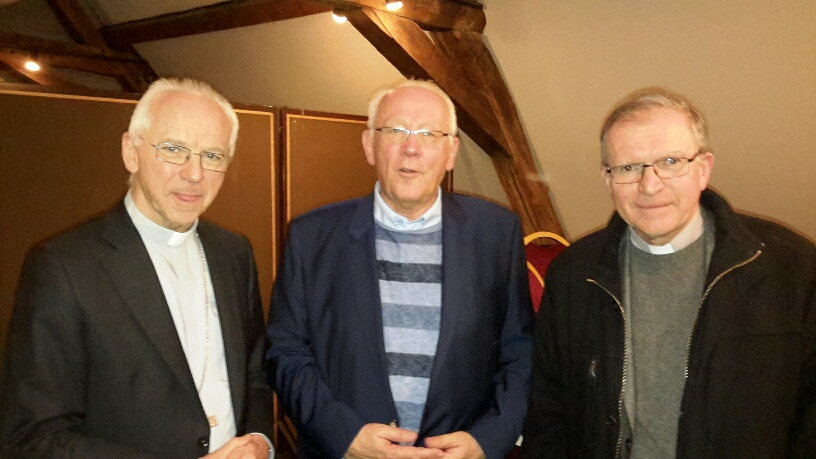
Jozef De Kesel, cardinal, archevêque de Malines-Bruxelles, André Fossion et Pierre Warin évêque de Namur, lors de la journée d'hommage à André Fossion, à Namur, le 14 mars 2016.

Une journée d'études lui a été consacrée et un livre d'hommage lui a été offert le 14 mars 2016 dans les locaux de l'Université de Namur, sous le titre Un christianisme infiniment précieux. Mélanges de théologie pratique offerts au Père André Fossion, sous la direction de Henri Derroitte, Jean-Paul Laurent et Gilles Routhier. Vingt-cinq auteurs, professeurs d'Université et experts, de 7 pays différents, ont participé à la rédaction de cet ouvrage[réf. nécessaire].

### Ouvrages

#### Auteur
- Lire les Écritures. Théorie et pratique de la lecture structurale, Lumen Vitae, Bruxelles, 1980, 220 p.  (ISBN 88-01-13569-6)
- La catéchèse dans le champ de la communication. Ses enjeux pour l'inculturation de la foi, Cerf, Paris, 1990, 540 p.  (ISBN 2-204-04119-X)
- Dieu toujours recommencé. Essai sur la catéchèse contemporaine, Lumen Vitae, Cerf, Novalis, Labor et Fides, Bruxelles, 1997, 240 p.  (ISBN 2-87324-089-X)
- Une nouvelle fois. 20 chemins pour (re)commencer à croire, Lumen Vitae, Bruxelles ; Novalis, Montréal ; L’Atelier, Paris, 2004, 176 p.  (ISBN 2-7082-3723-3). Nouvelle édition en 2016
- Dieu désirable. Proposition de la foi et initiation, Lumen Vitae, Novalis, Bruxelles, 2010, 283 p.  (ISBN 978-2-87324-392-0)
- L'annonce. La légèreté de la grâce. Croire, évangéliser, catéchiser, Kindle Direct Publishing, 2025, 187 p.

#### Coauteur
- Pour comprendre la grammaire nouvelle. Linguistique et pratique grammaticale, avec Jean-Paul Laurent, De Boeck-Duculot, Bruxelles, 1978
- Pour comprendre les lectures nouvelles. Linguistique et pratiques textuelles, avec Jean-Paul Laurent, De Boeck-Duculot, Bruxelles, 1978
- Cours de religion et citoyenneté à l'heure de l'interconvictionnel, avec Henri Derroitte (dir.), Lumen Vitae, Namur, 2015, 194 p.  (ISBN 978-2-87324-528-3)
- Lire pour vivre. Soixante-dix lectures de textes évangéliques, avec Jean-Paul Laurent, Lumen Vitae, Éditions Jésuites, Namur, 2016, 270 p.  (ISBN 978-2-87324-539-9)
- Dire saint Jean. Analyses, lectures, écritures. Pour penser, pour prier, pour désirer, avec Jean-Paul Laurent et Thérèse Gabriel (peintures), Lumen Vitae, Éditions Jésuites, 2018, 95 p.  (ISBN 978-2-87324-592-4)
- Matthieu Dire Dieu. D'un texte à l'autre. Pour penser, pour prier, pour désirer, avec Jean-Paul Laurent et Thérèse Gabriel (peintures), Lumen Vitae, Éditions Jésuites, Bruxelles, 2020, 102 p.  (ISBN 978-2-87324-611-2)
- Lire pour vivre. Cinquante lectures de textes évangéliques. Volume 2, avec Jean-Paul Laurent, Lumen Vitae, Éditions Jésuites, Bruxelles, Paris, 2020, 186 p.  (ISBN 978-2-87324-617-4)
- Luc Lire Dire. D’un texte à l’autre. Pour penser, pour prier, pour désirer, avec Jean-Paul Laurent et Thérèse Gabriel (peintures), Lumen Vitae, Éditions Jésuites, Bruxelles, 2022, 100 p.  (ISBN 978-2-87324-620-4)
- Dire saint Marc. D’un texte à l’autre. Pour penser, pour prier, pour désirer, avec Jean-Paul Laurent et Thérèse Gabriel (peintures), Lumen Vitae, Éditions Jésuites, Bruxelles, 2023, 102 p.  (ISBN 978-2-87324-621-1)